# Contarinia anthonoma
Contarinia anthonoma är en tvåvingeart som först beskrevs av Jean-Jacques Kieffer 1890.  Contarinia anthonoma ingår i släktet Contarinia och familjen gallmyggor.
Artens utbredningsområde är Frankrike. Inga underarter finns listade i Catalogue of Life.